# Nacerdes asahinai
Nacerdes asahinai là một loài bọ cánh cứng trong họ Oedemeridae. Loài này được Nakane miêu tả khoa học năm 1958.